# 田梁子站
田梁子站，位于中华人民共和国云南省昭通市彝良县，是内昆铁路上的火车站，建于2002年，由成都铁路局管辖。